# Heavy Rain
Heavy Rain – komputerowa gra przygodowa z elementami gier akcji i survival horroru wydana przez Sony Computer Entertainment na konsolę PlayStation 3 w 2010 roku. Wersja na PlayStation 4 miała swoją premierę w marcu 2016. Wersja na Microsoft Windows miała swoją premierę 24 czerwca 2019 na platformie Epic Games.

## Rozgrywka

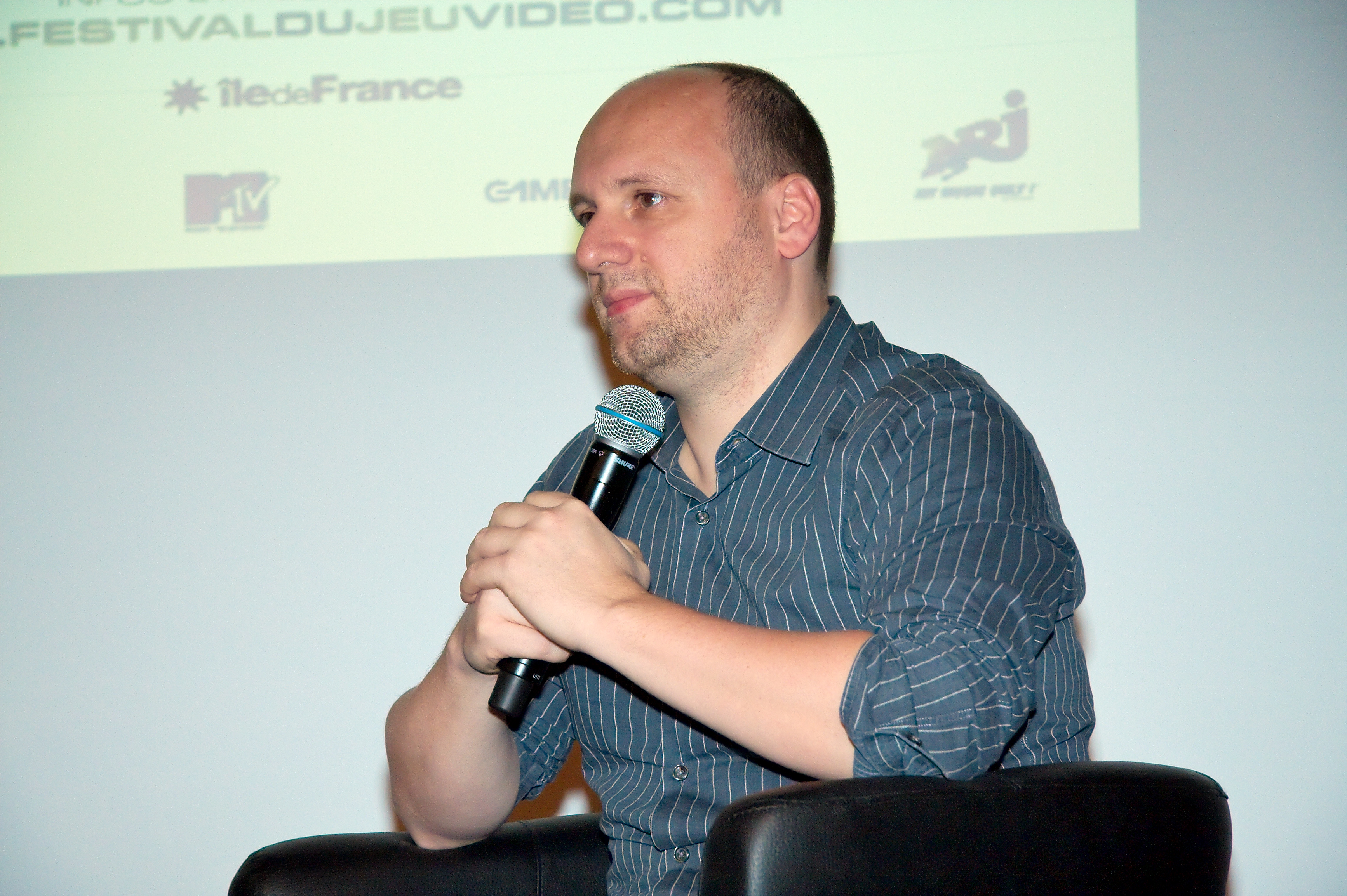
Scenarzysta gry David Cage na konferencji podczas festiwalu du jeu vidéo (Paryż, 2008)

Rozgrywka w Heavy Rain w założeniu przypomina film. Gracz jest zmuszany do podejmowania trudnych wyborów, które mogą nawet skutkować śmiercią niektórych bohaterów. Rozgrywka jest oparta na tzw. quick time events. Heavy Rain oferuje też opcjonalne sterowanie przy użyciu PlayStation Move, które zastępuje DualShocka. Oprawa graficzna dzięki technologii Motion Capture realistycznie przedstawia świat a także bohaterów, ich mimikę i gesty. Autorzy nie zapomnieli również o efektach specjalnych, takich jak zjawiska atmosferyczne, wybuchy czy zderzenia pojazdów.

## Fabuła
Gra toczy się wokół wątku seryjnego mordercy zwanego Zabójcą Origami. Morderca ten jesienną porą porywa młodych chłopców a następnie topi ich w wodzie opadowej. Ciała zostawia na pustkowiu, z orchideą na piersi i figurką origami w dłoni. Zanim dokona zbrodni, morderca wysyła rodzinom ofiar pudełka z figurkami origami. Każda z figurek zawiera zadanie, które jeśli zostanie wykonane przybliży rodziców do poznania miejsca gdzie przetrzymywane są ich dzieci. Zadania te często są bardzo brutalne i wymagają od gracza podejmowania trudnych decyzji.
Gra porusza niełatwe tematy takie jak alkoholizm czy narkomania.
Gracz wcielić się może w jedną z czterech postaci:
Ethana Marsa – byłego architekta, który po wypadku w którym zginął jego 10-letni syn Jason zapadł w depresję. W chwili rozpoczęcia gry jest w trakcie separacji z żoną. Po zaginięciu drugiego syna Shauna jest gotów ratować go z rąk Zabójcy Origami za wszelką cenę.
Normana Jaydena – agenta FBI, który prowadzi śledztwo w sprawie zabójstw. Jego partnerem jest znerwicowany policjant Carter Blake. W trakcie śledztwa Norman korzysta ze specjalnych okularów, które pomagają mu w zebraniu dowodów. Niestety wywołują nieprzyjemne efekty uboczne, których próbuje się on pozbyć z pomocą niedozwolonych substancji.
Madison Paige – cierpiącej na bezsenność dziennikarki, która dokumentuje śledztwo w sprawie zabójstw.
Scotta Shelby’ego – detektywa, który działa w podobny sposób co Madison. Scott poznaje prostytutkę, Lauren Winter, której dziecko było jedną z pierwszych ofiar Zabójcy Origami. Z czasem Scott i Lauren stają się partnerami w śledztwie.